# Бушмилс
Бу̀шмилс (на ирландски: Muileann na Buaise; на английски: Bushmills) е село в северната част на Северна Ирландия. Разположен е около река Буш в район Мойл на графство Антрим на около 95 km северозападно от столицата Белфаст. Има малка жп гара за туристическа теснолинейка, която пътува по крайбрежието на Ирландско море. Разстоянието до Ирландско море е около 3 km в северна посока от Бушмил. Населението му е 1292 жители по данни от преброяването през 2011 г.

## Побратимени градове
- Луисвил, Кентъки, САЩ